# Altostratus
Altostratus eller skiktmoln, förkortning As, är ett huvudmolnslag som tillhör familjen medelhöga moln och finns på 2000 - 5000 meters höjd. Molnen är i jämngråa skikt eller lager. De uppkommer genom att stora luftmassor lyfts och kondenseras. Altostratus täcker oftast stora områden.
Molnen är speciellt farliga för flygtrafiken då dessa är orsak till nedisning.
Till skillnad mot cirrostratus så ger altostratus ej upphov till halo.

## Typer av altostratus
Altostratus delas inte in i molnarter.
Följande specialformer är tillämpbara på altostratus
- duplicatus (du) - moln i flera, delvis sammansmälta skikt
- opacus (op) - moln som är tillräckligt täta för att inte avslöja solens eller månens läge
- radiatus (ra) - moln i parallella band
- translucidus (tr) - moln som är tillräckligt genomskinliga för att visa solens eller månens läge
- undulatus (un) - moln i vågformade skikt

Följande ytterligare kännetecken och följemoln kan användas på altostratus:
- mamma (mam) - nedhängande juver- eller bröstliknande utväxter
- pannus (pan) - följemoln bestående av sönderrivna moln under huvudmolnet
- praecipitatio (pra) - nederbörd som når marken
- virga (vir) - fallstrimmor (nederbörd) som ej når marken